# ترتج
ترتج (به عربی: ترتج) یک منطقهٔ مسکونی در لبنان است که در شهرستان جبیل واقع شده‌است.
 ترتج   ۱٬۱۰۰ متر بالاتر از سطح دریا واقع شده‌است.